# Szabó Margit (színművész)
Szabó Margit (Hévízgyörk, 1904. február 25. – Budapest, 1980. november 18.) magyar színésznő.

## Élete
Szabó Mihály és Gubik Julianna leányaként született. Iskoláit Budán, a Batthyány utcai leányiskolában végezte. Később beiratkozott az Országos Színművészeti Akadémiára, ahol Fáy Szeréna és Nagy Adorján tanítványa volt. Többek között Csillag Teréz és Tóth Imre is tanították. Diplomáját 1927-ben szerezte, Herczeg Ferenc Violante és a Bíró című monodrámájával vizsgázott. Utolsó éves akadémistaként játszotta első szerepét a Stuart Mária című darab egyik szereplőjeként, majd végzősként a Nemzeti Színház szerződtette, első évben mint ösztöndíjas tagot. A Nemzeti Színház egykeellenes propaganda körútján, Magyarország majdnem minden nagyobb városában szerepelt. 1929-ben Környey Paulával közösen neves magyar és külföldi írók költeményeiből összeállított előadóestet is rendeztek a Zeneakadémián, Kerpely Jenő gordonkaművész közreműködésével. 1927 és 1944 között, valamint 1946–1947-ben volt a Nemzeti Színház művésze. 1945-ben a Vígszínházhoz szerződött.
Első házassága, amelyet 1923. július 3-án Hegyi Zoltán (szül. Dés, 1888. dec. 25.) bankárral kötött Budapesten, a Józsefvárosban, egy év után válással végződött. 1926. augusztus 3-án Budapesten újból férjhez ment, Kőrösi Béla Mihály (szül. Fiume, 1888. jún. 25.) részvénytársasági igazgatónak lett a neje. 1934-ben ez a házassága is válással végződött. 1936. szeptember 19-én Budapesten, a Ferencvárosban hozzáment Czunft Vilmos főorvos, egyetemi tanárhoz. 1945-ben megözvegyült.

## Fontosabb szerepei

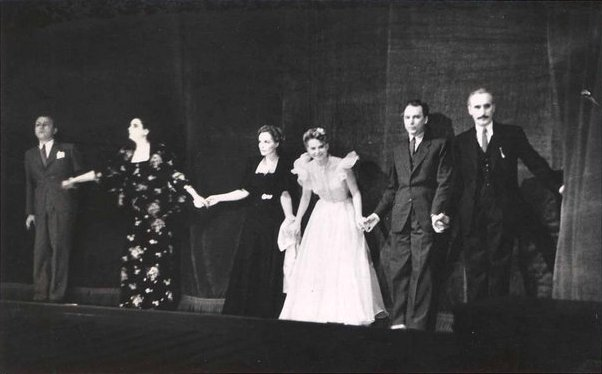
Németh László: Villámfénynél. Nemzeti Színház. Árpád: Apáthi Imre, Margit: Szabó Margit, Anna: Rápolthy Anna, Sata: Szeleczky Zita, Nagy Imre, körorvos: Timár József, Bakos Béla, főjegyző: Táray Ferenc.

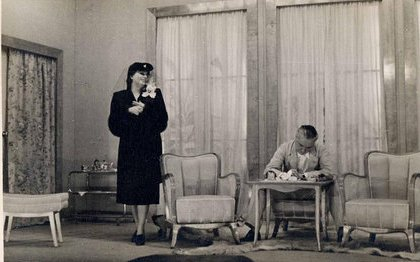
Herczeg Ferenc: Utolsó tánc. Nemzeti Színház. Özvegy Juricsánné: Szabó Margit, Kornéliusz mester: Petheő Attila.

- Zilahy Lajos: Süt a nap - Öreg Sámsonné (1924)
- Szophoklész: Antigoné - Antigoné, Eurüdiké (1927)
- Kísértetek - Regina
- Hadifogoly - Eleonóra
- Kleopátra - Octávia
- Szókimondó asszonyság - Nápolyi királyné és Bakony Örzse (1930)
- Johann Wolfgang von Goethe:[8] Iphigénia Tauriszban - Iphigénia (1932)
- Madách Imre: Az ember tragédiája - Éva
- Katona József: Bánk bán - Izidóra, Melinda
- William Shakespeare: III. Richárd - Erzsébet királyné/Lady Anna
- A sasfiók - Mária Lujza
- Herczeg Ferenc: Bizánc - Olga
- Herczeg Ferenc: Ocskay brigadéros - Dili
- Csongor és Tünde - Éj, Mirigy
- Beethoven - Beethoven Károlyné
- Phaedra - Oenone
- A tudós nők - Philaminte
- Jézusfaragó ember - Véri
- Németh László: Villámfénynél - Margit (Nemzeti Kamara Színház, 1938)
- A nagy világszínház - Világanya
- Elektra - Klytaemnestra
- Herczeg Ferenc: Utolsó tánc (1938)

## Elismerése
- Farkas–Ratkó-díj 1929